# Apeadero Talitas
Apeadero Talitas es una estación de ferrocarril ubicada en el paraje rural del mismo nombre del Departamento La Paz en la Provincia de Entre Ríos, Argentina. 

## Servicios
Se encuentra precedida por la Estación Las Garzas y le sigue la Estación Alcaraz.